# Jim Crace
James Crace, nacido el 1 de marzo de 1946 (79 años), es un escritor y novelista inglés. Sus novelas incluyen Quarantine, que llevó el premio Whitbread Novel de 1998, y Harvest, que ganó el International Dublin Literary Award de 2015, el James Tait Black Memorial Prize de 2013, y que fue preseleccionada para el Premio Booker 2013.

## Biografía

### Primeros años
Crace nació en Brocket Hall, Hertfordshire. Creció en Enfield, al norte de Londres, y asistió a la Enfield Grammar School. Fue estudiante del Birmingham College of Commerce (ahora parte de la Birmingham City University), donde se matriculó como estudiante externo de la Universidad de Londres. Mientras estaba en la universidad, Crace formó parte como editor y colaborador del Birmingham Sun, el periódico estudiantil de la Universidad de Aston. En 1968 obtuvo una licenciatura externa en Literatura Inglesa en la Universidad de Londres.
Tras graduarse en la universidad Crace se unió a los Servicios Voluntarios en el Extranjero (VSO por sus iniciales en inglés) y fue enviado a Jartum, Sudán. Viajó por África y dio clases por un corto período de tiempo en una escuela de pueblo llamada Kgosi Kgari Sechele Secondary School en Molepolole, Botsuana. Dos años después regresó al Reino Unido y trabajó para la BBC como guionista programas educativos.

### Trayectoria literaria
Entre 1976 y 1987 trabajó como periodista freelance, antes de abandonar la profesión debido a la excesiva "interferencia política" que sufrió en periódicos como The Sunday Times.
En 1974 publicó su primera obra de ficción en prosa, Annie, California Plates en The New Review, y en los 10 años siguientes escribiría varios cuentos y obras radiofónicas, entre ellas:
- Helter Skelter, Hang Sorrow, Care’ll Kill a Cat, The New Review (December 1975). Reimpreso en Cosmopolitan e incluido en Introduction 6: Stories by new writers, Faber and Faber (1977).
- Refugees, ganador del Socialist Challenge short story competition (jurado: John Fowles, Fay Weldon, Terry Eagleton), Socialist Challenge (1977).
- Seven Ages, Quarto (junio 1980), emitido como Middling en BBC Radio 3.
- The Bird Has Flown, radioteatro, emitido en BBC Radio 4 el 28 de octubre de 1976.[5]
- A Coat of Many Colours, radioteatro, emitido en BBC Radio 4 el 24 de marzo de 1979.

Continent, el primer libro de Crace, fue publicado en 1986. La venta del libro en Estados Unidos permitió a Crace dejar el periodismo y dedicarse a la literatura. Continent está formado por siete historias que comparten escenario y temática. Con este libro Crace ganó los premios Whitbread First Novel of the Year Award, el David Higham Prize for Fiction y el Guardian Fiction prize. El crítico del New York Times Robert Olen Butler lo calificó como "brillante, provocativo y encantador".
Su siguiente libro, The Gift of Stones (1988) se desarrolla en un pueblo del período neolítico, mientras que Quarantine (1997) transcurre en el desierto de Judea, hace 2000 años. Este último ganó el Premio Whitbread de Novela en 1997, y fue preseleccionado para el Premio Booker, al igual que su novela Cosecha de 2013. En 1999 ganó el Premio Nacional del Círculo de Críticos de Libros por Being Dead.

## Vida personal
Habiendo vivido muchos años en el área de Moseley en Birmingham con su esposa Pamela Turton, en la actualidad ambos viven en la zona rural de Warwickshire. Tienen dos hijos, Thomas Charles Crace (nacido en 1981) y la actriz Lauren Rose Crace (nacida en 1986), que interpretó a Danielle Jones en EastEnders.

## Premios y honores
- 1986 David Higham Prize for Fiction por Continent
- 1986 Guardian Fiction Prize por Continent
- 1986 Whitbread Award (First novel) por Continent
- 1988 Premio Antico Fattore
- 1989 GAP International Prize de Literatura por The Gift of Stones
- 1992 American Academy of Arts and Letters E. M. Forster Award
- 1995 Winifred Holtby Memorial Prize por Signals of Distress
- 1997 Preseleccionado al Booker Prize por Quarantine
- 1997 Whitbread Award (Novel) por Quarantine
- 1999 National Book Critics Circle Award por Being Dead
- 2013 James Tait Black Memorial Prize por Harvest[10]
- 2013 Booker Prize shortlist por Harvest
- 2014 Windham–Campbell Literature Prize (Fiction), con una dotación de150000 $, uno de los premios literarios mejor retribuídos del mundo.[11]
- 2015 International Dublin Literary Award por Harvest[12]

## Obra

### En inglés
- Continent (seven stories) (1986)
- The Gift of Stones (1988)
- Arcadia (1992)
- Signals of Distress (1994)
- The Slow Digestions of the Night (short stories) (1995)
- Quarantine (1997)
- Being Dead (1999)
- The Devil's Larder (64 short pieces) (2001)
- Six (2003) (publicado en Estados Unidos como Genesis)
- The Pesthouse (2007)
- On Heat (2008)
- All That Follows (2010)
- Harvest (2013)
- The Melody (2018)

### Obra traducida al español
- Continente (Título original: Continent). Editorial Seix Barral, 1989 ISBN 978-84-322-4629-6
- Arcadia (Título original Arcadia). Editorial Anagrama, 1994 ISBN 978-84-339-0649-6
- Los cuarenta días (Título original: Quarantine). Ediciones B, 2002 ISBN 978-84-666-0881-7
- Y amanece la muerte (Título original Being Dead). Editorial Suma de letras, 2002 ISBN 978-84-663-0743-7
- Lennie Sopla (Título original All That Follows). El Aleph Editores, 2011 ISBN 978-84-7669-962-1
- Seis (Título original: Six). Editorial Emecé, 2016 ISBN 9780312199517
- Cosecha (Título original Harvest). Editorial Hoja de Lata, 2016 ISBN 978-84-16537-09-9
- El don de las piedras (Título original The Gift of Stones). Editorial Hoja de Lata, 2019 ISBN 978-84-16537-46-4